# Anne Line
Pour les articles homonymes, voir Sainte Anne (homonymie) et Line.
Anne Line, née vers 1563 à Essex et morte (exécutée) le 27 février 1601 au village de Tyburn (Angleterre), est une martyre catholique anglaise, reconnue sainte par l'Église catholique et fêtée le 27 février. Elle cachait et aidait les prêtres catholiques qui célébraient clandestinement l'Eucharistie en Angleterre, lors des persécutions anticatholiques du XVIe siècle.

## Biographie
Anne Line, née Alice Heigham, semble être la fille aînée d'un propriétaire terrien protestant, William Heigham, de Dunmow, dans l'Essex. Son prénom initial serait alors « Alice ». Selon Henry Garnett, elle est éduquée à la cour.
Elle épouse un catholique, Roger Line. Elle est alors déshéritée par son père. Son mari est condamné (comme catholique) et il doit quitter le pays. Il meurt en exil,.
Après la mort de son mari, en 1595, le prêtre jésuite John Gerard établit une « maison-refuge » pour les prêtres catholiques en mission clandestine en Angleterre. Il confie la gestion de cette maison à Anne Line. Mais en 1597 quand le jésuite s'évade de prison, Anne Line est suspectée par les autorités anglaises de l'aider à se cacher. Elle doit fuir la maison et elle-même doit se cacher dans une autre, qui devient un nouveau lieu de rassemblement de catholiques.
En 1601, le jour de la Chandeleur, le père Francis Page est sur le point de célébrer la messe dans sa maison lorsque les soldats y font irruption. Le prêtre réussit à enlever rapidement ses habits liturgiques et à se mêler à la foule, mais l'autel préparé pour la messe est une preuve suffisante pour arrêter Anne Line. Elle est immédiatement emmenée en prison. Elle est jugée et condamnée à mort pour assistance aux prêtres catholiques proscrits du royaume ; elle est exécutée par pendaison à Tyburn le 27 février 1601. Sont exécutés en même temps qu'elle deux prêtres catholiques : Mark Barkworth, bénédictin, et Roger Filcock, jésuite,,.
Juste avant son exécution, elle déclare d'une voix forte à l'assemblée : « J'ai été condamnée pour avoir donné l'hospitalité à un prêtre catholique ; pourtant je suis si loin de le regretter que je souhaite de tout mon cœur en avoir eu mille au lieu d'un seul. ».

## Vénération
Reconnue comme l'une des quarante martyrs d'Angleterre et du pays de Galles, elle est béatifiée le 15 décembre 1929 par le pape Pie XI, puis canonisée le 25 octobre 1970 par le pape Paul VI.
Sainte Anne Line est liturgiquement commémorée le 27 février à titre personnel, et le 25 octobre avec les autres martyrs d'Angleterre.